# Jan Westdorp

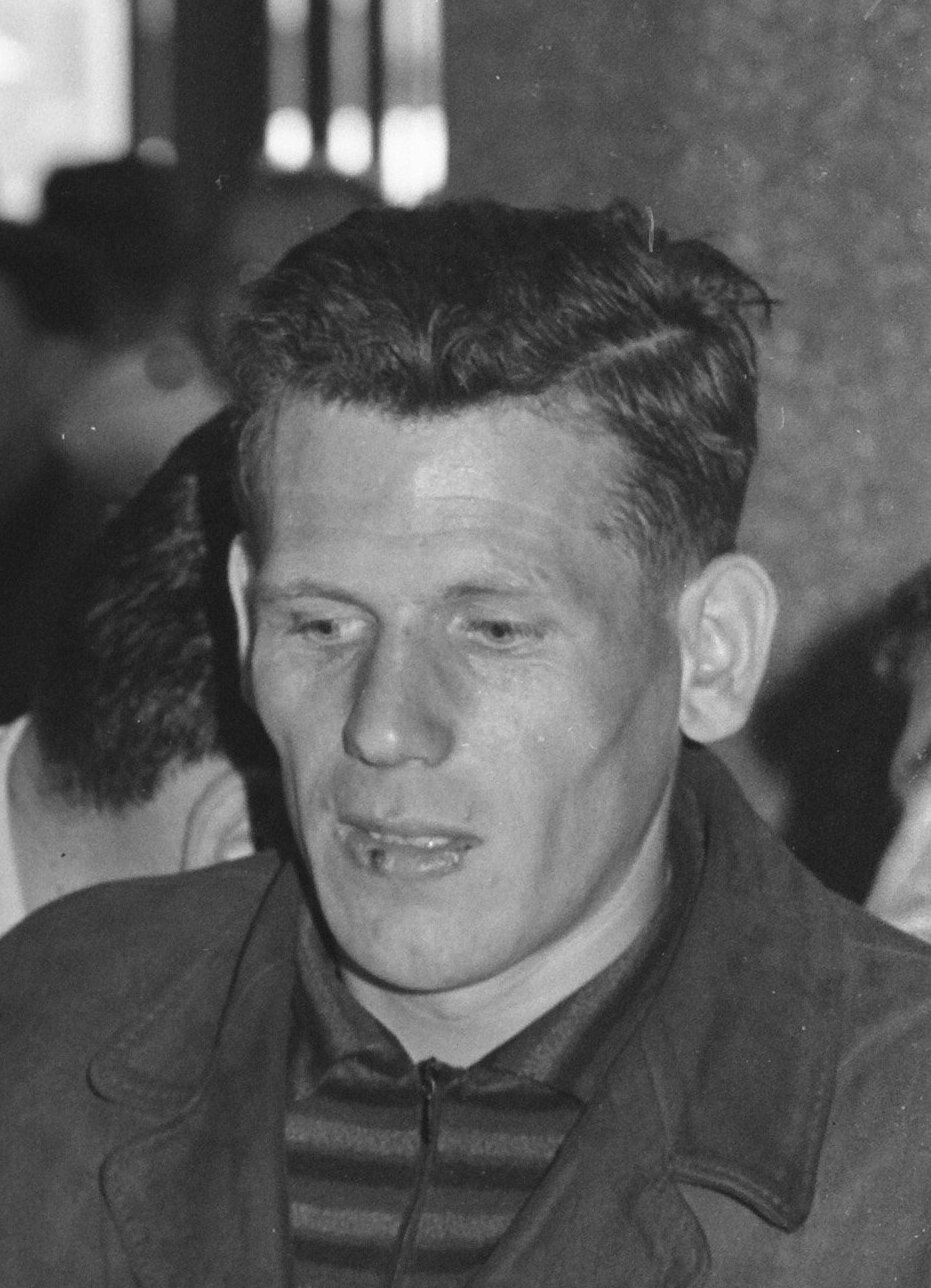
Jan Westdorp, 1961

Jan Westdorp (* 6. September 1934 in ’s-Heerenhoek; † 20. November 2023 in IJzendijke) war ein niederländischer Radrennfahrer.

## Sportliche Laufbahn
Als Amateur siegte er unter anderem 1955 auf zwei Etappen des Flèche du Sud in Luxemburg. 1956 wurde er Berufsfahrer im Radsportteam Locomotief-Vredestein, nachdem er den GP Zele im Amateurrennen gewonnen hatte. 1961 bestritt er die Tour de France und wurde auf dem 66. Rang des Endklassements klassiert. 1962 fuhr die Vuelta a España und beendete die Rundfahrt auf dem 33. Platz.